# Mylhúzy
Mylhúzy (francouzsky Mulhouse, německy Mülhausen, alsasky Milhüsa) jsou město na východě Francie, ležící nedaleko hranic s Německem a Švýcarskem v regionu Grand Est. Žije zde 111 000 obyvatel.

## Historie
Název města je odvozen z německého slova mlýny (Mühlhausen), protože prvními objekty na území města byly mlýny na řekách Ill a Doller. Mlýnské kolo je i symbolem města.
První písemná zpráva o městě pochází z 12. století. Roku 1354 Mylhúzy vstoupily do svazku deseti Alsaských měst, takzvané Décapole. V roce 1515 město z Décapole vystoupilo a přešlo do Švýcarské konfederace. V roce 1746 byla ve městě otevřena první textilní továrna. 4. ledna 1798 město anektovala Francie.
V důsledku pozdního připojení města k Francii jeho význam upadal. Sídlem prefektury se stal počtem obyvatel menší Colmar.
K rozvoji města přispěl od poloviny 18. století rozvoj textilního a kožedělného průmyslu, zásobovaný surovinami z Louisiany a Levanty.
Po prusko-francouzské válce v letech 1870/1871 byly Mylhúzy s celým Alsaskem začleněny do regionu Alsasko-Lotrinsko a staly se součástí Německého císařství. Francouzská armáda město znovu obsadila 9. srpna 1914, po několika dnech se poblíž města odehrála Bitva u Mylhúz. Zpět pod správu Francie se město dostalo r. 1918. V období 2. světové války, při takzvané bitvě o Francii, bylo město 19. června 1940 obsazeno německým vojskem a opět připojeno k německé Třetí říši. O den později město navštívil incognito Adolf Hitler. Od konce války v roce 1945 je město součástí Francie.

## Geografie a podnebí
Městem Mylhúzy protékají řeky Ill a Doller, přítoky Rýna.

## Obyvatelstvo

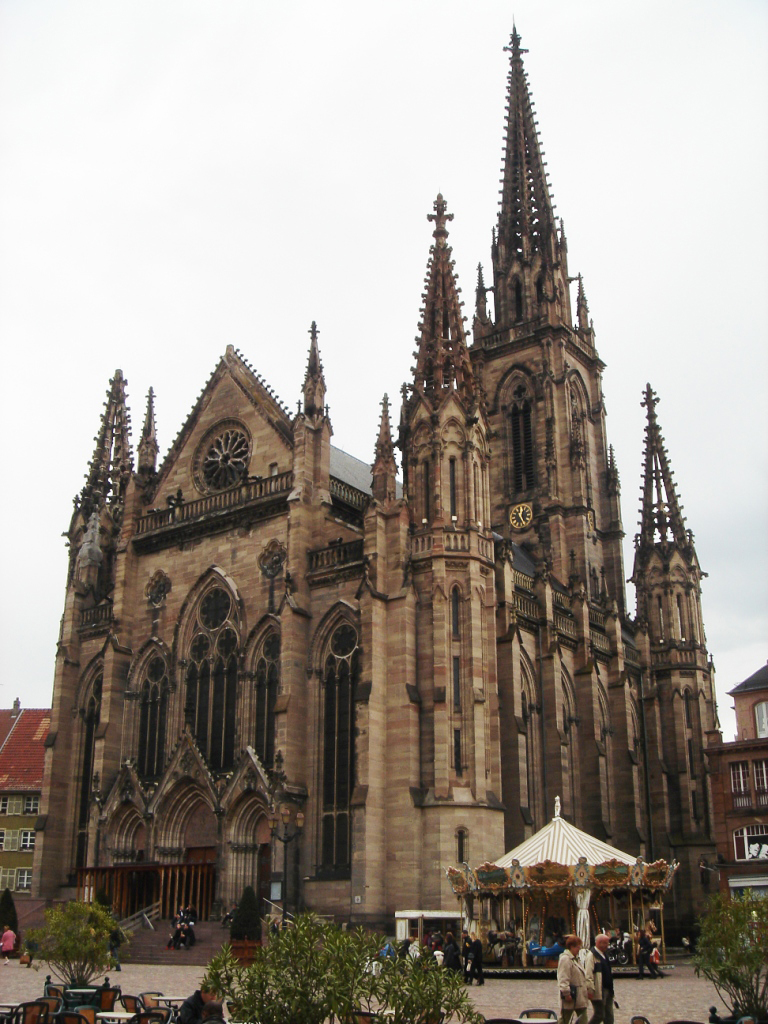
Chrám Saint-Étienne s 97 m vysokou věží

| Rok  | Obyvatel |
| ---- | -------- |
| 1699 | 3 302    |
| 1798 | 5 500    |
| 1800 | 6 018    |
| 1806 | 8 053    |
| 1821 | 9 603    |
| 1831 | 13 300   |
| 1836 | 16 932   |
| 1841 | 20 129   |
| 1846 | 29 415   |
| 1851 | 29 574   |

| Rok  | Obyvatel |
| ---- | -------- |
| 1856 | 45 981   |
| 1861 | 45 587   |
| 1866 | 58 773   |
| 1871 | 52 892   |
| 1875 | 58 513   |
| 1880 | 63 629   |
| 1885 | 69 759   |
| 1890 | 76 892   |
| 1895 | 82 986   |
| 1900 | 89 118   |

| Rok  | Obyvatel |
| ---- | -------- |
| 1905 | 94 498   |
| 1910 | 95 041   |
| 1914 | 105 000  |
| 1916 | 84 835   |
| 1917 | 79 543   |
| 1921 | 99 226   |
| 1926 | 99 892   |
| 1931 | 99 534   |
| 1936 | 96 697   |
| 1946 | 87 655   |

| Rok  | Obyvatel |
| ---- | -------- |
| 1954 | 99 079   |
| 1962 | 108 995  |
| 1968 | 116 336  |
| 1975 | 117 013  |
| 1982 | 112 157  |
| 1990 | 108 357  |
| 1999 | 110 359  |
| 2006 | 110 514  |
| 2012 | 110 755  |

## Městské části

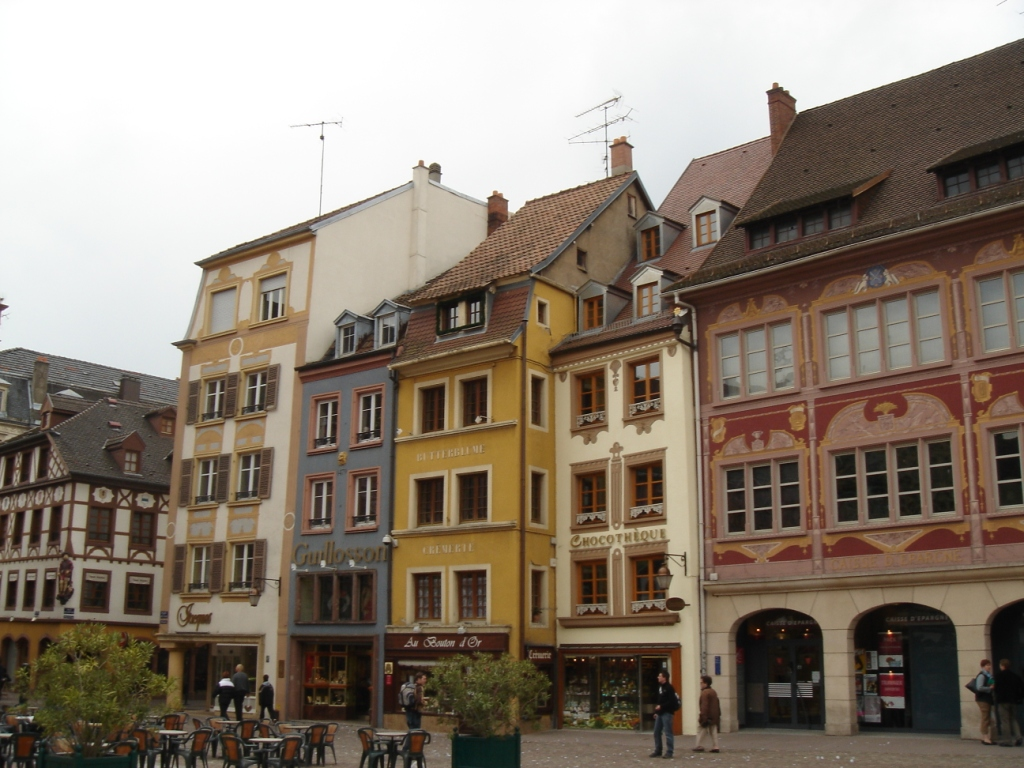
Stará část města

Historická část Mylhúz se dělí na Horní město a Dolní město.
- Dolní město v minulosti obývali kupci a řemeslníci. Rozkládá se v okolí náměstí Réunion, v současnosti je zde pěší zóna.
- Horní město se rozvíjelo od 18. století. Vznikaly zde především církevní budovy.
- Nová čtvrť patří mezi nejlepší ukázky urbanismu v Mylhúzách. Vznikala od r. 1826, kdy podobně jako v ostatních francouzských městech byly bourány městské hradby. Rozkládá se okolo náměstí Republiky. Do této čtvrti se stěhovali bohaté rodiny průmyslníků a bankéřů.
- Čtvrť Rebberg se skládá z domů inspirovaných sídly majitelů bavlníkových plantáží v Louisianě. Původně se zde rozkládaly městské vinice, odtud i název (reb: víno; berg: hora, svah). Nalezneme zde i takzvané terasové domy v anglickém stylu, ukazující svazky s městem Manchester, ve kterém studovali synové místních průmyslníků.
- Městská radnice (1553) byla postavena v renesančním slohu. Michel de Montaigne ji roku 1580 popsal jako „nádherný pozlacený palác“ (palais magnifique et tout doré).

## Turistické atrakce
- Renesanční radnice z r. 1553
- kostel sv. Štěpána s vitrážemi ze 14. století
- pozůstatky středověkých hradeb s baštami a s věží Bollwerk
- Dělnická čtvrť z 19. století
- Muzeum automobilů
- Muzeum železnice (Cité du train)
- Muzeum elektřiny (Electropolis)  Archivováno 9. 2. 2010 na Wayback Machine.
- Zoologická zahrada
- Skansen (EcoMusée)
- Věž Belvédère, panoramatický (360°) výhled na město
- Muzeum tkanin (Musée de l'Impression sur étoffes).
- V centru města se vypíná Věž Evropy (la Tour de l'Europe) vysoká 106 m, postavená v roce 1972 architektem François Spoerrym. Na vrcholku této železobetonové obytné budovy (180 obyvatel) je umístěna otáčivá panoramatická restaurace, ze které je výhled na pohoří Jura, Schwarzwald a švýcarské Alpy. Zdaleka viditelná stavba se stala symbolem Mylhúz.
- Pharmacie Au Lys - nejstarší nepřetržitě fungující lékárna ve Francii[2]

## Ekonomika
- Automobilový průmysl (firma Peugeot je největším zaměstnavatelem v regionu Alsasko)
- Chemický průmysl (ICMD)
- Elektronika (Clemessy)
- Strojírenství (SACM - Mitsubishi)
- Textilní průmysl (DMC, Superba, Frères Schlumpf)

## Doprava

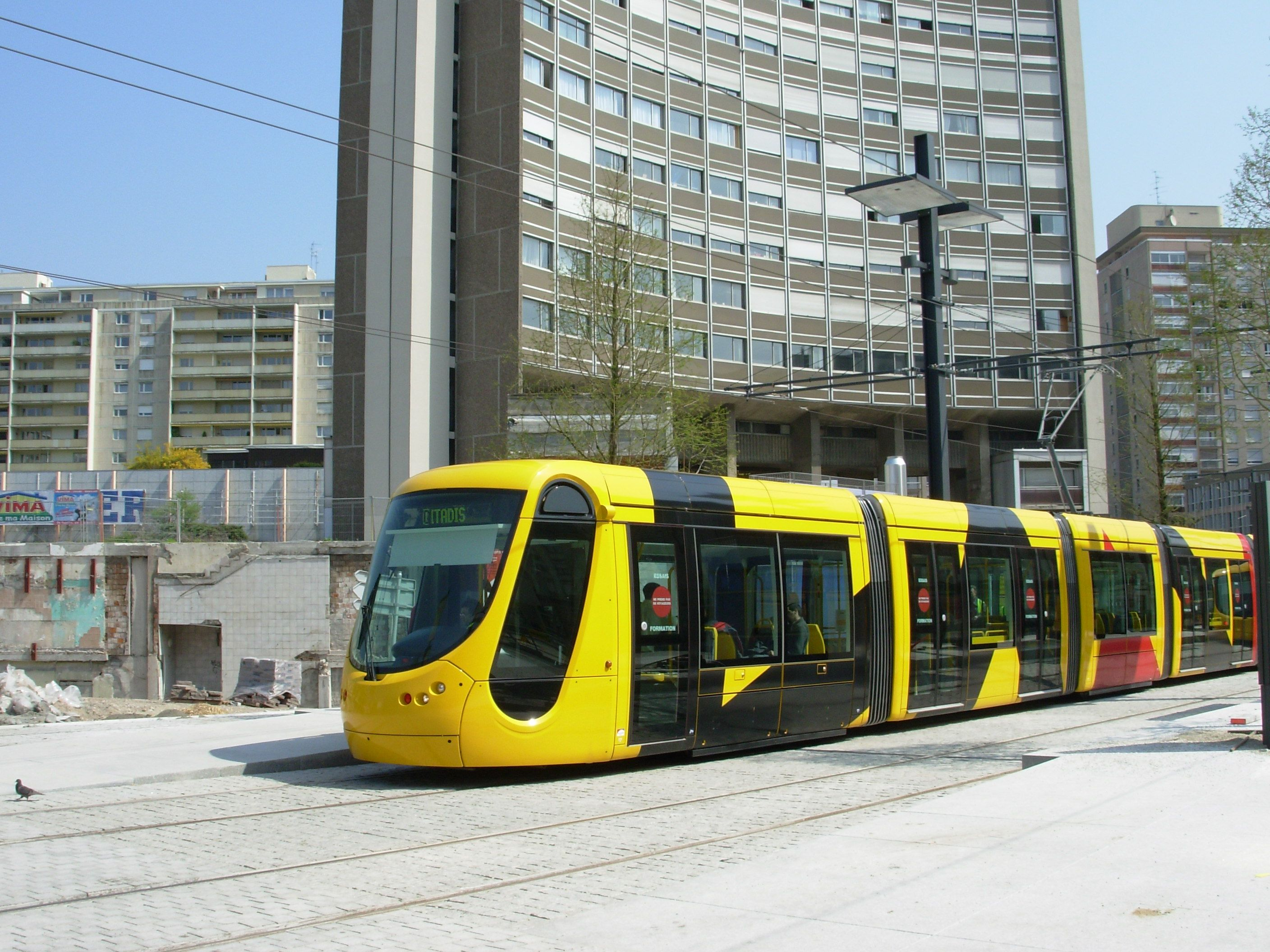
Moderní tramvajová doprava v Mylhúzách

Mylhúzy leží na důležité železniční trati Štrasburk – Besançon (- Lyon), odbočuje zde trať do Basileje ve Švýcarsku. Město je obsluhováno také vlaky TGV. Nejbližším letištěm je letiště Basel-Mulhouse-Freiburg.
Městskou hromadnou dopravu obstarává moderní tramvajová doprava , v provozu od 13. května, 2006

## Vzdělání, sport, kultura

### Školství
- Hornoalsaská universita (Université de Haute-Alsace)

### Sport
- FC Mulhouse

## Slavné osobnosti spjaté s městem

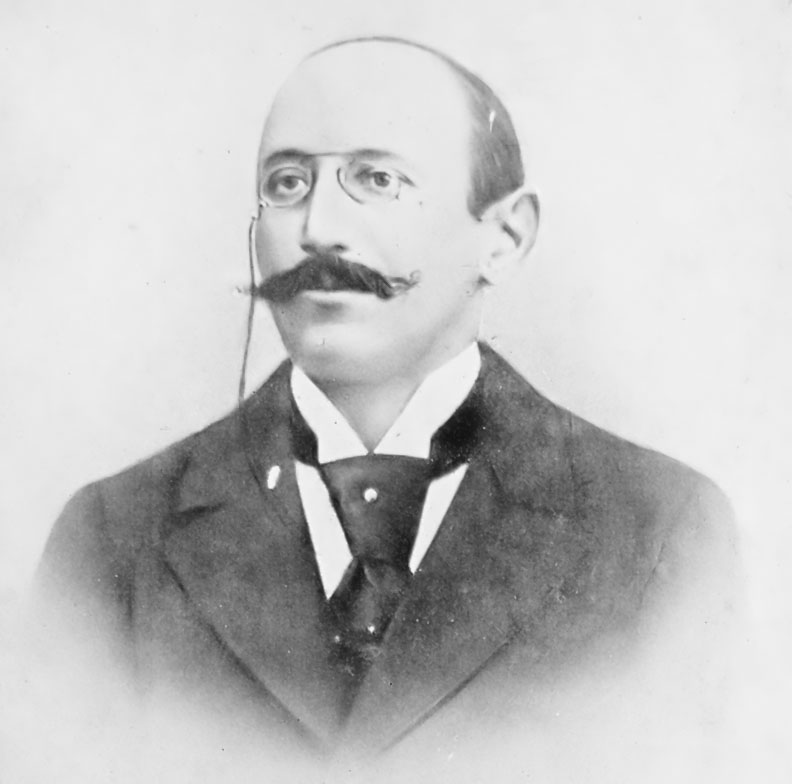
Alfred Dreyfus

### Osobnosti ve městě narozené
- Maurice Victor Achener (1881 - 1963) ilustrátor a grafik
- Karl Brandt (1904-1948) osobní lékař Adolfa Hitlera
- Mireille Delunschová (1962) operní zpěvačka
- Alfred Dreyfus (1859-1935) francouzský důstojník, protagonista Dreyfusovy aféry
- Georges Friedel (1865 - 1933) mineralog
- Charles Frédéric Girard (1822-1895) lékař, zoolog
- Katia Krafftová a Maurice Krafft (1942-1991) a (1946-1991) mineralogové
- Johann Heinrich Lambert (1728-1777) fyzik, matematik a astronom
- Paul Meyer (1965) klarinetista, dirigent
- Thierry Omeyer (1976) házenkář
- Pierre Probst (1913-2007) kreslíř, animátor
- Napoléon Henri Reber (1807-1880) skladatel
- Auguste Scheurer-Kestner (1833-1899) chemik
- William Schlumberger (1800-1837) šachista
- Christiane Scrivenerová (1925) politička
- William Wyler (1902-1981) režisér
- Vincent Dollmann (1964) arcibiskup z Cambrai

### Osobnosti ve městě pobývající
- Raymond Domenech (1954) fotbalista, manažer
- Christopher Dresser (1834-1904) konstruktér
- Maurice Koechlin (1856-1946) konstruktér
- Alfred Kastler (1902-1984) fyzik, nositel Nobelovy ceny
- Laure Manaudouová (1986) plavkyně
- Roxana Maracineanuová (1975) plavkyně
- Pierre Pflimlin (1907-2000) politik
- Albert Schweitzer (1875-1965) protestantský teolog, misionář, filosof, etik, varhanní virtuóz a lékař
- Arsène Wenger (1949) fotbalový trenér
- Emil Votoček (1890) český chemik

## Partnerská města
Mylhúzy mají následující partnerská města:
- Walsall, Spojené království
- Kassel, Německo
- Bergamo, Itálie
- Givatayim, Izrael
- Antverpy, Belgie
- Chemnitz , Německo
- Temešvár, Rumunsko
- El Khroub, Alžírsko
- Sofara, Mali
- Archangelsk, Rusko